# Hemileius sculpturatus
Hemileius sculpturatus är en kvalsterart som först beskrevs av Sandór Mahunka 1987.  Hemileius sculpturatus ingår i släktet Hemileius och familjen Hemileiidae. Inga underarter finns listade i Catalogue of Life.